# Jochen A. Modeß

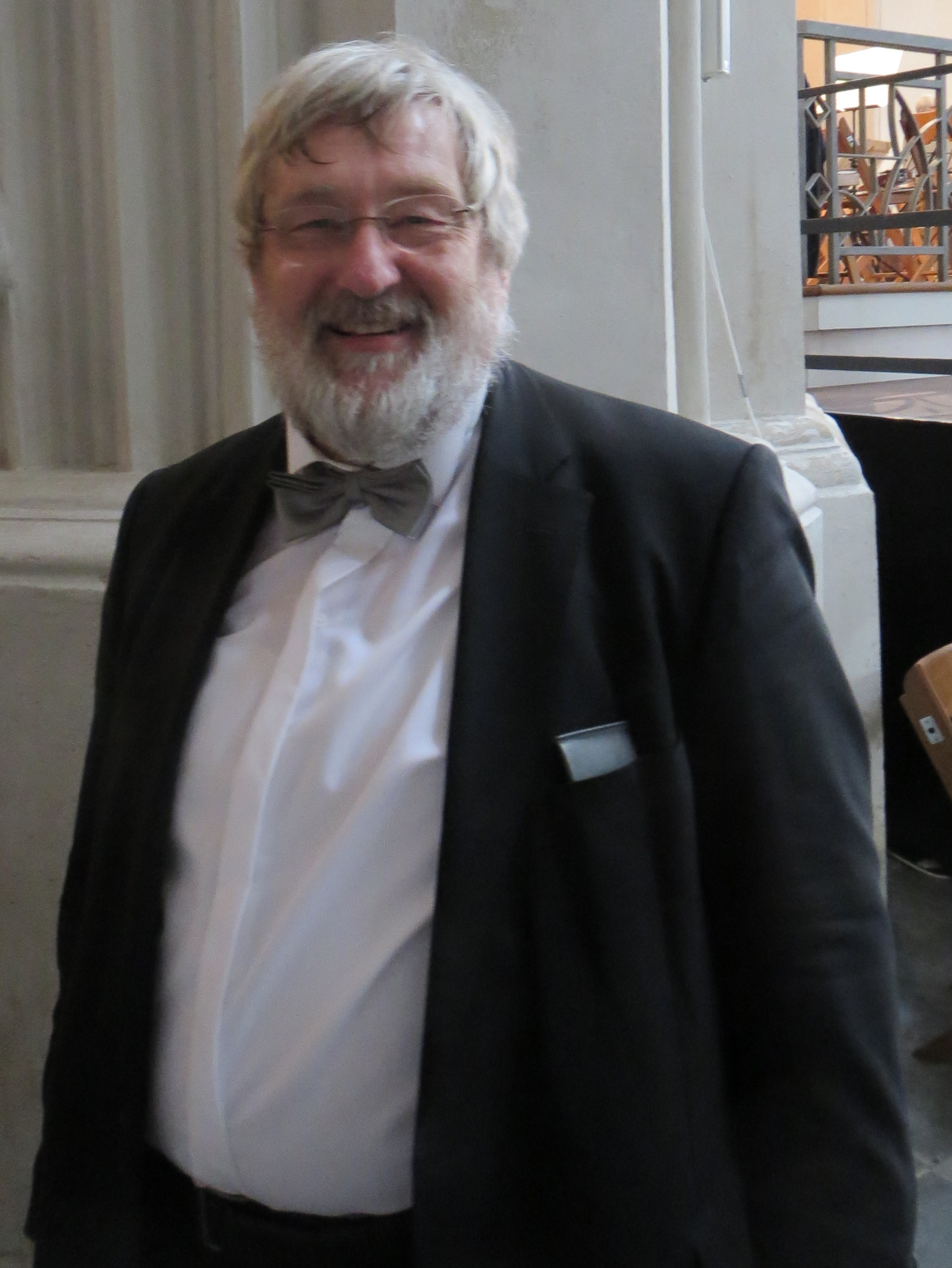
Jochen A. Modeß während der 68. Greifswalder Bachwoche 2014

Jochen A. Modeß (* 1954 in Bassum) ist ein deutscher Kirchenmusiker, Organist, Komponist und Hochschullehrer.
Modeß wuchs in Minden/Westfalen auf. Von 1975 bis 1980 studierte er Kirchenmusik an der Hochschule für Musik und Theater Hannover. Sein Kirchenmusikstudium schloss er mit der staatlichen A-Examen ab. Von 1980 bis 1983 war er Kantor an der Matthäuskirche in Berlin-Steglitz und von 1983 bis 1993 in derselben Funktion an der Neustädter Marienkirche Bielefeld. Dort leitete er die Marienkantorei, Kinder- und Jugendchöre sowie das Marienorchester und das Bielefelder Vokalensemble. 1992 wurde ihm der Titel „Kirchenmusikdirektor“ verliehen. 1993 wurde er zum Universitätsprofessor für Kirchenmusik und damit zum Direktor des Instituts für Kirchenmusik der Ernst-Moritz-Arndt-Universität Greifswald berufen. Am Dom St. Nikolai (Greifswald) folgte die Ernennung zum Domkantor; zugleich war er bis zu seiner Pensionierung im September 2018 künstlerischer Leiter der Greifswalder Bachwoche. Vorwiegend für den kirchenmusikalischen Bereich entstanden zahlreiche Kompositionen von Jochen A. Modeß, zuletzt das Oratorium „Frieden“ und die während der 51. Bachwoche uraufgeführte „Marienmusik II“. 